# Ingrid Remmers

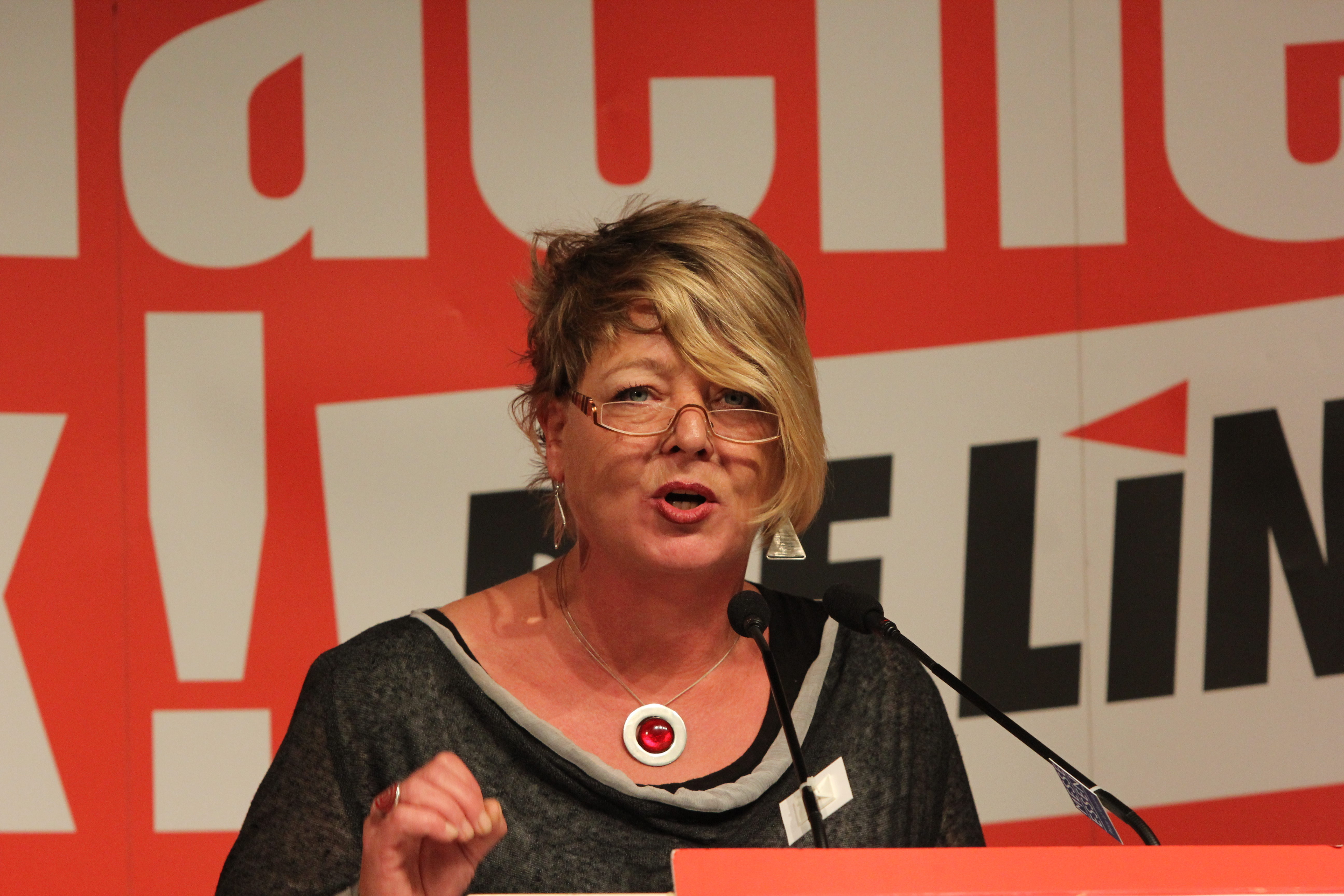
Ingrid Remmers (2013)

Ingrid Liselotte Remmers (* 26. März 1965 in Ibbenbüren; † 9. August 2021) war eine deutsche Politikerin (Die Linke). Sie war von Oktober 2009 bis Oktober 2013 und wieder ab September 2017 Mitglied des Deutschen Bundestages.

## Biographie
Ingrid Remmers besuchte die Bodelschwingh-Hauptschule in Ibbenbüren und erreichte 1982 die Mittlere Reife. Danach absolvierte sie von 1982 bis 1985 bei dem Zeitungsverlag Scholten in Ibbenbüren eine Ausbildung zur Bürokauffrau. Sie war von 1985 bis 1987 in Elternzeit und arbeitete anschließend bis 1988 als Näherin und als Produktionshelferin bei einem Zulieferer des Bochumer Standorts der Autofirma Opel. Den zweiten Bildungsweg begann Remmers am Comenius-Kolleg Mettingen. Dort machte Remmers von 1989 bis 1991 ihr Abitur und studierte danach von 1993 bis 1999 an der Ruhr-Universität Bochum Sozialwissenschaften in der Fachrichtung Wirtschaft und Verbände. 1999 erhielt sie das Diplom mit einer empirischen Erhebung zur Frage der politischen Interessenvertretung von Mietervereinen der Gegenwart beim Mieterverein Dortmund.
Beruflich war Remmers im Bereich der Arbeitsvermittlung, darunter in der Qualifizierung und Integration in Arbeit sowie in der Alphabetisierung, tätig. Sie war von 2001 bis 2004 Bereichsleiterin für Beschäftigung und Qualifizierung beim FSA Förderverein. Von 2006 bis Ende 2008 leitete und unterstützte sie eine neue Einrichtung zur beruflichen Orientierung und Qualifizierung junger Erwachsener, die Arbeitslosengeld II beziehen. Außerdem war sie Mitgründerin und ehrenamtliche Begleiterin von zwei ganztägigen Kinderbetreuungseinrichtungen. Von 2005 bis Ende 2008 wirkte sie als Jugendschöffin am Landgericht Bochum. Von 2014 bis 2017 war sie Gewerkschaftssekretärin bei ver.di.
Ingrid Remmers starb im August 2021 im Alter von 56 Jahren. Sie war seit mehreren Jahren schwer krank. Sie war ledig und Mutter einer Tochter.

## Partei
Politisch aktiv war Remmers ab 2004. 2005 wurde sie in den Landesvorstand der WASG gewählt und leitete dort den Bereich Sozialpolitik. Von 2005 bis 2007 war sie Vorsitzende der Antragsberatungskommission der WASG und hatte von 2007 bis Ende 2009 dasselbe Amt innerhalb der Nachfolgepartei Die Linke inne. 2006 bis 2007 war sie Mitglied im Kooperationskreis der Landesvorstände von WASG und PDS, der die Fusion beider Parteien in NRW vorbereitete. Ab 2007 war sie Mitglied im Sprecherrat der innerparteilichen Formation Sozialistische Linke (SL) NRW sowie Delegierte zur Europäischen Linken. Von 2008 bis 2009 war sie stellvertretende Sprecherin des Landesverbands Nordrhein-Westfalen der Linkspartei. Remmers war eine der Initiatoren der Landesarbeitsgemeinschaft Kommunales in NRW.

## Öffentliche Ämter
Bei der Bundestagswahl 2009 zog Ingrid Remmers über die Landesliste Nordrhein-Westfalen in den Deutschen Bundestag ein. Sie war Obfrau im Petitionsausschuss, stellvertretendes Mitglied im Ausschuss für Verkehr, Bau und Stadtentwicklung, Mitglied der Arbeitsgruppe Kommunalpolitik der Bundestagsfraktion, Sprecherin der Landesgruppe NRW ihrer Fraktion sowie Schriftführerin. Ab Juni 2012 war sie Mitglied im Beirat der Bundesnetzagentur für Schieneninfrastruktur. Bei der Bundestagswahl 2017 zog sie wieder über die Liste ein. Im 19. Deutschen Bundestag war Remmers ordentliches Mitglied im Ausschuss für Verkehr und digitale Infrastruktur und gehörte als stellvertretendes Mitglied dem Ausschuss für Umwelt, Naturschutz und nukleare Sicherheit an.
Nach ihrem Tod rückte Zeki Gökhan für sie in den Bundestag nach.